# Vuelta a España 1971
La 26.ª edición de la Vuelta a España se disputó del 29 de abril al 16 de mayo de 1971 con un recorrido de 2983 km dividido en un prólogo y 17 etapas, dos de ellas dobles, con inicio en Almería y final en Madrid.
Participaron 110 corredores repartidos en 11 equipos de los que solo lograron finalizar la prueba 68 ciclistas.
El vencedor, el belga Ferdinand Bracke, cubrió la prueba a una velocidad media de 37,829 km/h. Joop Zoetemelk se adjudicó la clasificación de la montaña y Cyrille Guimard la clasificación por puntos.
De las etapas disputadas, solo tres fueron ganadas por ciclistas españoles.

## Etapas
| Etapa   | Fecha       | Recorrido                   | Km        | Ganador                       | Líder             |
| Prólogo | 29 de abril | Almería                     | 4,2 (CRI) | René Pijnen                   | René Pijnen       |
| 1.ª     | 30 de abril | Almería-Águilas             | 126       | Gert Harings                  | René Pijnen       |
| 2.ª     | 1 de mayo   | Águilas-Calpe               | 245       | Eddy Peelman                  | René Pijnen       |
| 3.ª     | 2 de mayo   | Calpe-Puebla de Farnals     | 164       | Cyrille Guimard               | René Pijnen       |
| 4.ª     | 3 de mayo   | Puebla de Farnals-Benicasim | 175       | Hubert Hutsebaut              | Domingo Perurena  |
| 5.ª     | 4 de mayo   | Benicasim-Salou             | 172       | René Pijnen                   | René Pijnen       |
| 6.ª     | 5 de mayo   | Salou-Barcelona             | 149       | Eddy Peelman                  | René Pijnen       |
| 7.ª     | 6 de mayo   | Barcelona-Manresa           | 179       | Walter Godefroot              | René Pijnen       |
| 8.ª     | 7 de mayo   | Balaguer-Jaca               | 211       | Walter Godefroot              | René Pijnen       |
| 9.ª     | 8 de mayo   | Jaca-Pamplona               | 175       | Agustín Tamames               | Agustín Tamames   |
| 10.ª    | 9 de mayo   | Pamplona-San Sebastián      | 120       | Gérard Vianen                 | Agustín Tamames   |
| 11.ªa   | 10 de mayo  | San Sebastián-Bilbao        | 140       | Gerben Karstens               | Agustín Tamames   |
| 11.ªb   | 10 de mayo  | Bilbao                      | 2,6 (CRI) | José Antonio González Linares | Miguel María Lasa |
| 12.ª    | 11 de mayo  | Bilbao-Vitoria              | 185       | Luis Ocaña                    | Ferdinand Bracke  |
| 13.ª    | 12 de mayo  | Vitoria-Torrelavega         | 208       | Eddy Peelman                  | Ferdinand Bracke  |
| 14.ª    | 13 de mayo  | Torrelavega-Burgos          | 192       | Wilfried David                | Ferdinand Bracke  |
| 15.ª    | 14 de mayo  | Burgos-Segovia              | 188       | Cyrille Guimard               | Ferdinand Bracke  |
| 16.ª    | 15 de mayo  | Segovia-Ávila               | 114       | Joop Zoetemelk                | Ferdinand Bracke  |
| 17.ªa   | 16 de mayo  | Ávila-Madrid                | 138       | Willy Scheers                 | Ferdinand Bracke  |
| 17.ªb   | 16 de mayo  | Madrid                      | 5,3 (CRI) | René Pijnen                   | Ferdinand Bracke  |

## Equipos participantes
| Equipo                    | Jefe de filas      |
| Bic                       | Luis Ocaña         |
| Fagor-Mercier             | Raymond Poulidor   |
| La Casera-Peña Bahamontes | Andrés Oliva       |
| Goldor                    | Willy Planckaert   |
| Kas                       | José Manuel Fuente |
| Goudsmith - Hoff          | Harry Steevens     |

| Equipo          | Jefe de filas               |
| Werner          | José Manuel López Rodríguez |
| Karpy           | Antonio Gómez del Moral     |
| Peugeot-BP      | Gérard Besnard              |
| Orbea - Legnano | Gabino Ereñozaga            |
| Flandria-Mars   | Evert Dolman                |

## Clasificaciones
En esta edición de la Vuelta a España se diputaron seis clasificaciones que dieron los siguientes resultados:
| \| 1. \| Ferdinand Bracke \| Bélgica \| PEU \| 73h 50' 05s \| \| \| 2. \| Wilfried David \| Bélgica \| PEU \| + 59" \| \| \| 3. \| Luis Ocaña \| España \| BIC \| + 1' 51" \| \| \| 4. \| Miguel María Lasa \| España \| ORB \| + 2' 18" \| \| \| 5. \| Manuel Galera \| España \| KAR \| + 2' 37" \| \| \| 6. \| Joop Zoetemelk \| Holanda \| FLA \| + 2' 48" \| \| \| 7. \| Agustín Tamames \| España \| WER \| + 5' 15" \| \| \| 8. \| Antonio Martos \| España \| WER \| + 5' 45" \| \| \| 9. \| Raymond Poulidor \| Francia \| FAG \| + 6' 01" \| \| \| 10. \| Luis Balagué \| España \| WER \| + 6' 17" \| \| |                   |         |     |             |  |
| 1. | Ferdinand Bracke  | Bélgica | PEU | 73h 50' 05s |  |
| 2. | Wilfried David    | Bélgica | PEU | + 59"       |  |
| 3. | Luis Ocaña        | España  | BIC | + 1' 51"    |  |
| 4. | Miguel María Lasa | España  | ORB | + 2' 18"    |  |
| 5. | Manuel Galera     | España  | KAR | + 2' 37"    |  |
| 6. | Joop Zoetemelk    | Holanda | FLA | + 2' 48"    |  |
| 7. | Agustín Tamames   | España  | WER | + 5' 15"    |  |
| 8. | Antonio Martos    | España  | WER | + 5' 45"    |  |
| 9. | Raymond Poulidor  | Francia | FAG | + 6' 01"    |  |
| 10. | Luis Balagué      | España  | WER | + 6' 17"    |  |

| \| 1. \| Cyrille Guimard \| Francia \| FAG \| 233 puntos \| \| 2. \| Miguel María Lasa \| España \| ORB \| - \| \| 3. \| Walter Godefroot \| Bélgica \| PEU \| - \| |                   |         |     |            |
| 1. | Cyrille Guimard   | Francia | FAG | 233 puntos |
| 2. | Miguel María Lasa | España  | ORB | -          |
| 3. | Walter Godefroot  | Bélgica | PEU | -          |

| \| 1. \| Joop Zoetemelk \| Holanda \| FLA \| 106 puntos \| \| 2. \| Luis Balagué \| España \| WER \| 82 puntos \| \| 3. \| Wilfried David \| Bélgica \| PEU \| 71 puntos \| |                |         |     |            |
| 1. | Joop Zoetemelk | Holanda | FLA | 106 puntos |
| 2. | Luis Balagué   | España  | WER | 82 puntos  |
| 3. | Wilfried David | Bélgica | PEU | 71 puntos  |

| \| 1. \| Cyrille Guimard \| Francia \| FAG \| 23 puntos \| |                 |         |     |           |
| 1.                                                         | Cyrille Guimard | Francia | FAG | 23 puntos |

| \| 1. \| Cyrille Guimard \| Francia \| FAG \| - \| |                 |         |     |   |
| 1.                                                 | Cyrille Guimard | Francia | FAG | - |

| \| 1. \| Werner \| España \| WER \| 221h 47' 32" \| |        |        |     |              |
| 1.                                                  | Werner | España | WER | 221h 47' 32" |